# Segregara abrahami
Espèce
Synonymes
- Gorgyrella abrahami Hewitt, 1913

Segregara abrahami est une espèce d'araignées mygalomorphes de la famille des Idiopidae.

## Distribution
Cette espèce est endémique du Cap-Oriental en Afrique du Sud,.

## Publication originale
- Hewitt, 1913 : Descriptions of new species of Arachnida from Cape Colony. Records of the Albany Museum, vol. 2, p. 462-481[3].